# 올리비어땃쥐
올리비어땃쥐 또는 아프리카자이언트땃쥐(Crocidura olivieri)는 땃쥐과에 속하는 포유류의 일종이다. 앙골라, 베넹, 보츠와나, 부룬디, 카메룬, 콩고민주공화국, 코트디부아르, 이집트, 에티오피아, 가봉, 가나, 케냐, 라이베리아, 모잠비크, 나미비아, 나이지리아, 세네갈, 시에라리온, 수단, 탄자니아, 토고, 우간다, 잠비아 그리고 짐바브웨에서 발견된다. 자연 서식지는 아열대 또는 열대 기후 지역의 건조림, 습윤 저지대 숲, 습윤 산지 숲 그리고 건조한 사바나, 습윤 사바나, 경작지, 농촌, 도시 지역 그리고 크게 황폐화된 이전의 숲이다.